# Colobaspis notaticollis
Colobaspis notaticollis is een keversoort uit de familie halstandhaantjes (Megalopodidae). De wetenschappelijke naam van de soort werd in 1952 gepubliceerd door Maurice Pic.